# Lithocarpus hystrix
Lithocarpus hystrix là một loài thực vật có hoa trong họ Cử. Loài này được (Korth.) Rehder mô tả khoa học đầu tiên năm 1919.